# Ла-Кросс (Висконсин)
Ла-Кро́сс (англ. La Crosse) — город в западной части штата Висконсин, США.  Окружной центр округа Ла-Кросс.  Расположен на берегу реки Миссисипи, на границе со штатом Миннесота. Согласно переписи населения 2010 года, население города составляло 51 320 жителей.

## История

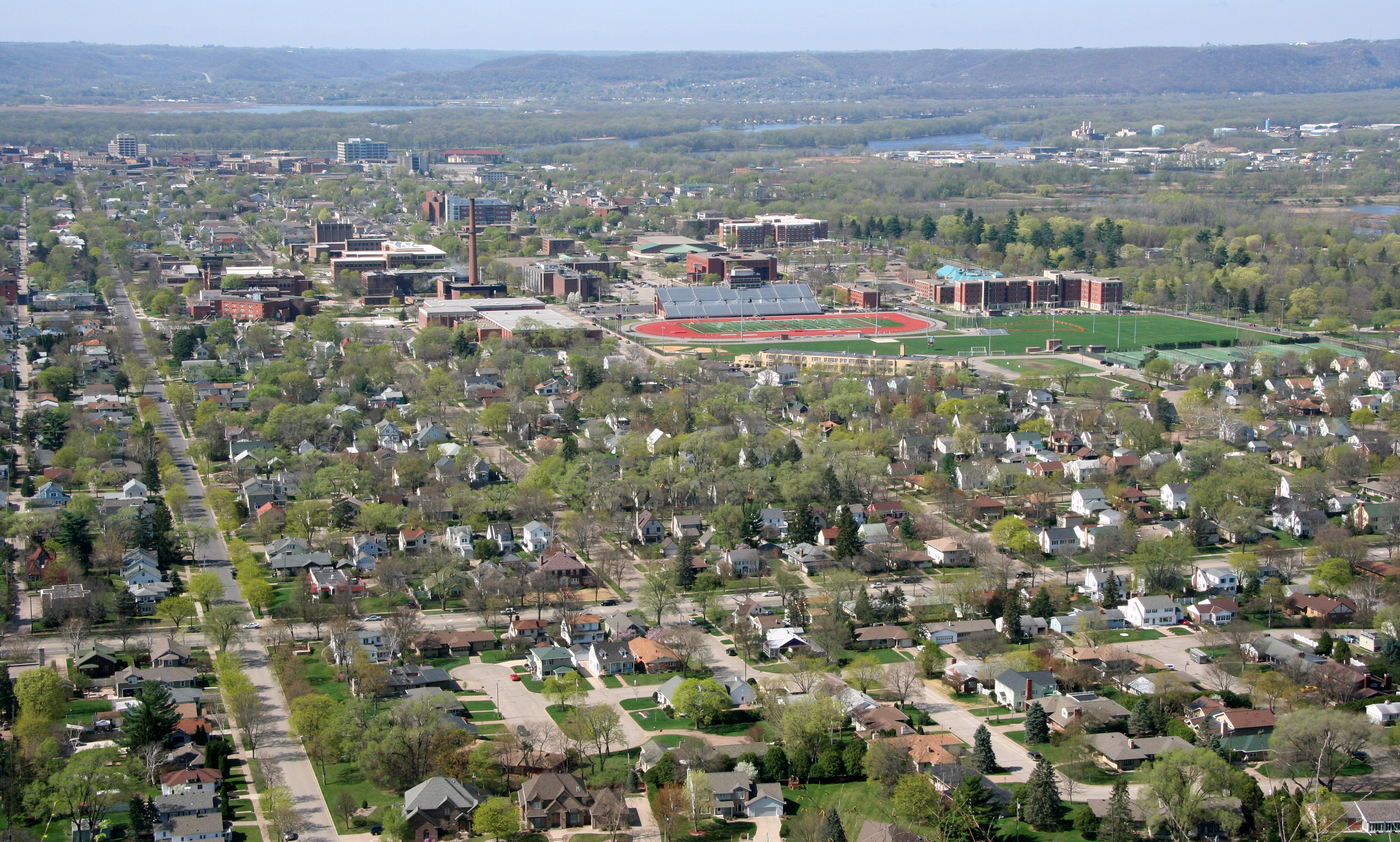
Ла-Кросс весной 2012 года

Как город Ла-Кросс основан в 1856 году. Первыми европейцами, прибывшими на территорию современного Ла-Кросса, были французские торговцы мехом, которые путешествовали по реке Миссисипи в XVII веке. Имя городу дал американский исследователь Зебулон Пайк, заметивший местных индейцев за игрой в лякросс.

## Образование
В Ла-Кроссе находятся 21 начальная и средняя школа, колледж Западный технический колледж (англ.), Университет Витербо (англ.) и Университет Висконсина — Ла-Кросс (англ.).

## Транспорт
Город располагает муниципальным аэропортом (англ.), принимающим более полумиллиона пассажиров в год, разветвлённой сетью автодорог. По Миссисипи проходит значительный объём грузов, преимущественно на баржах. Также через город проходит две железнодорожные линии, служащие для грузо- и пассажироперевозок.

## Экономика
Важнейшие предприятия: две крупные больницы с общим персоналом около 10 000 человек, завод Trane (англ.) по производству холодильных машин, на котором занято больше 2 тыс. рабочих, и пивоваренный завод.

## Климат
Ла-Кросс находится в центре северной части США, климат которой умеренно континентальный. Самый тёплый месяц — июль, когда средняя дневная температура достигает 29 °C, а ночью опускается до 18 °C. Январь — самый холодный месяц с максимальной средней температурой в −4 °C и ночной температурой примерно −14 °C.
| Месяц                | Янв | Фев | Мар | Апр | Май | Июн | Июл | Авг | Сен | Окт | Ноя | Дек |
| -------------------- | --- | --- | --- | --- | --- | --- | --- | --- | --- | --- | --- | --- |
| Средний максимум, °C | −3  | 1   | 7   | 16  | 22  | 27  | 29  | 28  | 23  | 16  | 7   | −1  |
| Средний минимум, °C  | −14 | −11 | −4  | 3   | 9   | 14  | 17  | 16  | 12  | 4   | −3  | −10 |

## Известные уроженцы
- Эд Гейн — американский серийный убийца, некрофил и похититель трупов. Один из самых известных серийных убийц в истории США.

## Города-побратимы
Источник: Официальный сайт города
- Бантри, Ирландия
- Дубна, Россия
- Эпиналь, Франция
- Фридберг, Германия
- Фёрде, Норвегия
- Лоян, Китай
- Кумбо, Камерун